# Avion
|  | No s'ha de confondre amb Avión. |

Avion és un municipi francès situat al departament del Pas de Calais i a la regió dels Alts de França. L'any 2007 tenia 17.653 habitants.

## Demografia

### Població
El 2007 la població de fet d'Avion era de 17.653 persones. Hi havia 6.744 famílies de les quals 2.084 eren unipersonals (704 homes vivint sols i 1.380 dones vivint soles), 1.652 parelles sense fills, 2.230 parelles amb fills i 778 famílies monoparentals amb fills.
La població ha evolucionat segons el següent gràfic:

### Habitatges
El 2007 hi havia 7.222 habitatges, 6.905 eren l'habitatge principal de la família, 10 eren segones residències i 307 estaven desocupats. 5.266 eren cases i 1.852 eren apartaments. Dels 6.905 habitatges principals, 2.677 estaven ocupats pels seus propietaris, 3.921 estaven llogats i ocupats pels llogaters i 308 estaven cedits a títol gratuït; 128 tenien una cambra, 623 en tenien dues, 1.128 en tenien tres, 2.847 en tenien quatre i 2.180 en tenien cinc o més. 3.910 habitatges disposaven pel capbaix d'una plaça de pàrquing. A 3.367 habitatges hi havia un automòbil i a 1.466 n'hi havia dos o més.

### Piràmide de població
La piràmide de població per edats i sexe el 2009 era:
| Homes | Edats   | Dones |
| ----- | ------- | ----- |
| 0     | 95 o +  | 12    |
| 4     | 90 a 94 | 48    |
| 36    | 85 a 89 | 96    |
| 60    | 80 a 84 | 172   |
| 232   | 75 a 79 | 436   |
| 348   | 70 a 74 | 484   |
| 372   | 65 a 69 | 548   |
| 304   | 60 a 64 | 376   |
| 376   | 55 a 59 | 352   |
| 504   | 50 a 54 | 524   |
| 592   | 45 a 49 | 616   |
| 712   | 40 a 44 | 680   |
| 588   | 35 a 39 | 700   |
| 568   | 30 a 34 | 532   |
| 604   | 25 a 29 | 604   |
| 772   | 20 a 24 | 604   |
| 872   | 15 a 19 | 768   |
| 784   | 10 a 14 | 732   |
| 608   | 5 a 9   | 668   |
| 488   | 0 a 4   | 536   |

## Economia
El 2007 la població en edat de treballar era d'11.120 persones, 6.677 eren actives i 4.443 eren inactives. De les 6.677 persones actives 5.206 estaven ocupades (3.043 homes i 2.163 dones) i 1.471 estaven aturades (831 homes i 640 dones). De les 4.443 persones inactives 833 estaven jubilades, 1.275 estaven estudiant i 2.335 estaven classificades com a «altres inactius».

### Ingressos
El 2009 a Avion hi havia 6.748 unitats fiscals que integraven 17.614 persones, la mediana anual d'ingressos fiscals per persona era de 12.223 €.

### Activitats econòmiques
Dels 345 establiments que hi havia el 2007, 5 eren d'empreses extractives, 9 d'empreses alimentàries, 5 d'empreses de fabricació d'altres productes industrials, 44 d'empreses de construcció, 98 d'empreses de comerç i reparació d'automòbils, 11 d'empreses de transport, 29 d'empreses d'hostatgeria i restauració, 2 d'empreses d'informació i comunicació, 16 d'empreses financeres, 13 d'empreses immobiliàries, 27 d'empreses de serveis, 50 d'entitats de l'administració pública i 36 d'empreses classificades com a «altres activitats de serveis».
Dels 88 establiments de servei als particulars que hi havia el 2009, 1 era una comissaria de policia, 1 oficina d'administració d'Hisenda pública, 1 oficina de correu, 3 oficines bancàries, 2 funeràries, 3 tallers de reparació d'automòbils i de material agrícola, 1 taller d'inspecció tècnica de vehicles, 4 autoescoles, 2 paletes, 5 guixaires pintors, 4 fusteries, 10 lampisteries, 6 electricistes, 8 empreses de construcció, 17 perruqueries, 1 veterinari, 12 restaurants, 4 agències immobiliàries, 1 tintoreria i 2 salons de bellesa.
Dels 37 establiments comercials que hi havia el 2009, 4 eren supermercats, 1 un supermercat, 7 botiges de menys de 120 m², 6 fleques, 7 carnisseries, 1 una peixateria, 2 botigues de roba, 4 botigues d'equipament de la llar, 1 una botiga d'electrodomèstics, 2 botigues de material esportiu, 1 una perfumeria i 1 una joieria.
L'any 2000 a Avion hi havia 7 explotacions agrícoles que ocupaven un total de 385 hectàrees.

## Equipaments sanitaris i escolars
El 2009 hi havia 2 psiquiàtrics, 1 centre de salut, 8 farmàcies i 2 ambulàncies.
El 2009 hi havia 7 escoles maternals i 7 escoles elementals. A Avion hi havia 2 col·legis d'educació secundària, 2 liceus d'ensenyament general i 1 liceu tecnològic. Als col·legis d'educació secundària hi havia 1.001 alumnes, als liceus d'ensenyament general n'hi havia 360 i als liceus tecnològics 159.

## Poblacions properes
El següent diagrama mostra les poblacions més properes.